# Dusty Pearce
Dusty Pearce (* 7. Januar 1975 in Würzburg) ist ein ehemaliger US-amerikanisch-deutscher Footballspieler.

## Laufbahn
Pearce wuchs in Gerbrunn auf, dort waren seine Eltern beruflich auf einem Stützpunkt der US-Streitkräfte tätig. Er spielte als Jugendlicher Fußball, ehe er sich dem American Football widmete. Pearce schaffte bei der Nürnberger Mannschaft Noris Rams den Sprung in die höchste deutsche Spielklasse. Dann studierte und spielte er am Ricks College (später in Brigham Young University–Idaho umbenannt) in Rexburg (US-Bundesstaat Idaho) sowie in den Jahren 1998 und 1999 an der University of Nevada, Las Vegas (UNLV).
Im Jahr 2000 stand der 1,88 Meter messende Linebacker bei Rhein Fire in der NFL Europe unter Vertrag, zog mit der Düsseldorfer Mannschaft in den World Bowl und gewann dort Ende Juni 2000 mit 13:10 gegen die Scottish Claymores. Anschließend spielt er in der Football-Bundesliga bei den Munich Cowboys. Mit der deutschen Nationalmannschaft wurde er 2000 Zweiter der Europameisterschaft sowie 2001 Europameister. 2002 spielte Pearce für Frankfurt Galaxy in der NFL Europe.